# Klete Keller
Klete Keller (Las Vegas, 21 maart 1982) is een Amerikaanse voormalig zwemmer die gespecialiseerd was in de 200, 400 en 800 meter vrije slag.
Keller was de slotzwemmer van de Amerikaanse estafetteploeg die op de Olympische Spelen van 2004 de gouden medaille veroverde op de 4x200 meter vrije slag, in een bloedstollende race hield hij Ian Thorpe met 0,13 seconden af.
Klete Keller is net als zijn zus Kalyn ook een uitstekende openwaterzwemmer, zo won hij in 1999 goud op de 5 kilometer tijdens de PanPacs.

## Persoonlijke records

### Kortebaan
| Event           | Tijd    | Datum, plaats             |
| --------------- | ------- | ------------------------- |
| 200m vrije slag | 1.44,36 | 3 april 2002, Moskou      |
| 400m vrije slag | 3.43,90 | 3 februari 2006, New York |
| 800m vrije slag | 8.14,24 | 4 februari 2006, New York |

### Langebaan
| Event           | Tijd    | Datum, plaats            |
| --------------- | ------- | ------------------------ |
| 200m vrije slag | 1.46,13 | 16 augustus 2004, Athene |
| 400m vrije slag | 3.44,11 | 14 augustus 2004, Athene |
| 800m vrije slag | 7.56,66 | 3 augustus 2005, Irvine  |

## Belangrijkste resultaten
| Jaar | Olympische Spelen                                                   | WK langebaan                                       | WK kortebaan                                                    | PanPacs                                                                                | Pan-Ams       |
| ---- | ------------------------------------------------------------------- | -------------------------------------------------- | --------------------------------------------------------------- | -------------------------------------------------------------------------------------- | ------------- |
| 2000 | 400m vrije slag · 4x200m vrije slag estafette                       |                                                    | geen deelname                                                   |                                                                                        |               |
| 2001 |                                                                     | 200m vrije slag · 4x200m vrije slag estafette      |                                                                 |                                                                                        |               |
| 2002 |                                                                     |                                                    | 200m vrije slag · 400m vrije slag · 4x200m vrije slag estafette | 400m vrije slag · 4x200m vrije slag estafette                                          |               |
| 2003 |                                                                     | 5de 400m vrije slag · 4x200m vrije slag estafette  |                                                                 |                                                                                        | geen deelname |
| 2004 | 4de 200m vrije slag · 400m vrije slag · 4x200m vrije slag estafette |                                                    | geen deelname                                                   |                                                                                        |               |
| 2005 |                                                                     | 4x200m vrije slag estafette                        |                                                                 |                                                                                        |               |
| 2006 |                                                                     |                                                    | geen deelname                                                   | 200m vrije slag · 400m vrije slag · 4x200m vrije slag estafette · 10de 10km open water |               |
| 2007 |                                                                     | 10de 400m vrije slag · 4x200m vrije slag estafette |                                                                 |                                                                                        | geen deelname |
| 2008 | 4x200m vrije slag estafette · (Keller zwom enkel de series)         |                                                    | geen deelname                                                   |                                                                                        |               |

## Deelname bestorming van het Capitool
Keller is op video herkend als een van de bestormers van het Capitool op 6 januari 2021 en werd gearresteerd op 13 januari 2021. Op 29 september 2021 pleite hij, als onderdeel van een pleitovereenkomst, schuldig aan het dwarsbomen van een officiële procedure; een misdaad in het Amerikaanse strafrecht. In ruil daarvoor liet de aanklager andere aan de opstand gerelateerde aanklachten vallen. Op 1 december 2023 werd Keller veroordeeld tot zes maanden huisarrest en drie jaar reclasseringstoezicht.